# Tadeusz Kawka
Tadeusz Józef Kawka (ur. 12 marca 1929 w Rafałkach k. Łodzi, zm. 2012 w Tomaszowie Mazowieckim) – geograf, pedagog i nauczyciel, dyrektor szkół średnich, działacz społeczno-kulturalny, historyk szkolnictwa, biograf społeczności lokalnej Tomaszowa Mazowieckiego i okolic, współzałożyciel i długoletni prezes Towarzystwa Przyjaciół Tomaszowa Mazowieckiego.

## Edukacja
- Liceum Ogólnokształcące im. Mikołaja Kopernika w Aleksandrowie Łódzkim (matura 1950)
- 1950-1953 – studia na kierunku geografia w Wyższej Szkole Pedagogicznej w Łodzi
- studia geograficzne na Wydziale BNZ UAM w Poznaniu – magisterium 1963
- studia podyplomowe administracji w UAM, filia w Kaliszu, specjalność: organizacja i zarządzanie oświatą (1978)

## Praca zawodowa
- 1953-1957 – nauczyciel geografii w II Liceum Ogólnokształcącym w Tomaszowie Mazowieckim
- 1957-1989 – nauczyciel geografii, astronomii i propedeutyki w I Liceum Ogólnokształcącym im. Jarosława Dąbrowskiego w Tomaszowie Mazowieckim
- 1967-1989 – dyrektor Liceum dla Dorosłych w Tomaszowie Mazowieckim
- 1976-1989 – dyrektor I Liceum Ogólnokształcącego im. Jarosława Dąbrowskiego w Tomaszowie Mazowieckim
- w 1989 – przeszedł na emeryturę

## Działalność społeczno-kulturalna i literacka
- 1945-1949 – działacz harcerski w komendzie Hufca Łódź-Południe
- 1953-1967 – opiekun Szkolnego Koła Krajoznawczo-Turystycznego
- 1956-1966 – członek Komisji Historycznej ZBoWiD
- 1960-1966 – członek Zarządu Ogólnopolskiego Oświaty dla Dorosłych ZNP
- 1968-2008 – współzałożyciel i długoletni prezes Towarzystwa Przyjaciół Tomaszowa Mazowieckiego
- członek licznych organizacji: PTTK (długoletni członek Zarządu Miejskiego PTTK), PZPR, ZNP, ZBoWiD, Stowarzyszenia Przyjaciół Pilicy i Nadpilicza
- autor licznych publikacji w miesięczniku „Poznaj Swój Kraj” i w dwutygodniku „Za Wolność i Lud”. Publikował też eseje i artykuły w prasie lokalnej
- wydał kilkanaście opracowań książkowych, dotyczących Tomaszowa Mazowieckiego, głównie odnoszących się do szkolnictwa, sportu szkolnego, dziejów edukacji regionalnej
- był uczestnikiem licznych konkursów literackich i fotograficznych

## Ważniejsze publikacje książkowe
- Zarys historii I Liceum Ogólnokształcącego im. Jarosława Dąbrowskiego w Tomaszowie Mazowieckim 1903-1980, Tomaszów Mazowiecki 1980.
- I Liceum Ogólnokształcące im. Jarosława Dąbrowskiego w Tomaszowie Mazowieckim 1903-1983, Tomaszów Mazowiecki 1983.
- Sport szkolny I Liceum Ogólnokształcącego im. Jarosława Dąbrowskiego w Tomaszowie Mazowieckim 1950-1987, Tomaszów Mazowiecki 1987.
- Leksykon I Liceum Ogólnokształcącego im. Jarosława Dąbrowskiego w Tomaszowie Mazowieckim 1903-1998. Sławni absolwenci, nauczyciele i rodzice uczniów szkoły, Tomaszów Mazowiecki 1998, ISBN 83-910695-0-8.
- Szkoła, która przeszła do historii. Encyklopedyczny słownik znanych absolwentów, nauczycieli i rodziców uczniów I Liceum Ogólnokształcącego w Tomaszowie Mazowieckim 1901-2001, Tomaszów Mazowiecki 2001, ISBN 83-910695-1-6.

## Odznaczenia i nagrody
- Medal KEN
- Zasłużony Nauczyciel (1980)
- Krzyż Kawalerski OOP
- Medal „Za obronność Kraju”

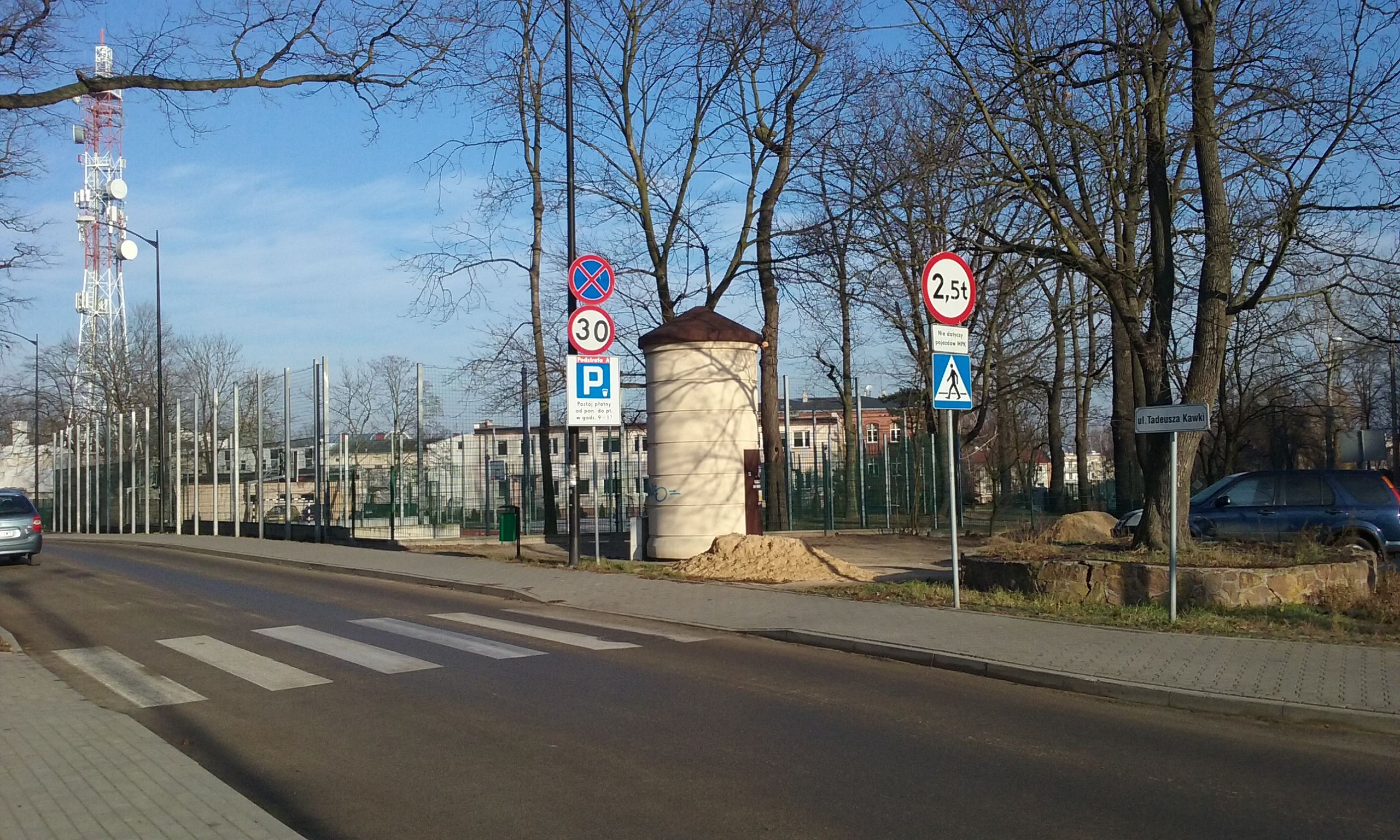
Ulica Tadeusza Kawki w Tomaszowie Mazowieckim, na tyłach ILO im.J. Dąbrowskiego którym przez wiele lat kierował

- tytuł „Tomaszowianin roku 2000” za całokształt pracy na rzecz miasta i środowiska, w szczególności za książkę Szkoła, która przeszła do historii
- W rodzinnym Tomaszowie Mazowieckim jest patronem ulicy tuż za liceum w którym uczył[1]

## Rodzina
Jest synem Hieronima Kawki i Czesławy Chylińskiej. Żona Janina Kawka była nauczycielką szkół średnich. Ma dwie córki. Starsza córka Anita jest profesorem nadzwyczajnym na Wydziale Nauk Geograficznych Uniwersytetu Łódzkiego.

## Literatura
- Kawka Tadeusz Józef, [w:] Who is who w Polsce. Encyklopedia biograficzna z życiorysami znanych Polek i Polaków, wydanie IV uzupełnione, Nördlingen-Poznań 2005: Verlag für Personen enzyklopädien AG, s. 1600 (fot., biogram).